# Верхнє Мбому
6°00′ пн. ш. 26°00′ сх. д. / 6.000° пн. ш. 26.000° сх. д.
Верхнє Мбому (фр. Haut-Mbomou, санго Sêse tî kömändâ-kötä tî Tö-Mbömü) — одна з 14 префектур Центральноафриканської Республіки.
Межує на північному заході з префектурою Верхнє Котто, на південному заході з префектурою Мбому, на сході з Південним Суданом, на півдні з Демократичною Республікою Конго. У центральній частині префектури знаходиться природний заповідник Земонго.